# Bahnstrecke Buxtehude–Harsefeld
| |                         |                           |                           |
| Streckennummer (DB): | 9128                    |                           |                           |
| Kursbuchstrecke (DB): | 122                     |                           |                           |
| Kursbuchstrecke: | 190k (1934) 217c (1946) |                           |                           |
| Streckenlänge: | 15 km                   |                           |                           |
| Spurweite: | 1435 mm (Normalspur)    |                           |                           |
| Streckenklasse: | C3                      |                           |                           |
| Streckengeschwindigkeit: | 80 km/h                 |                           |                           |
| Zugbeeinflussung: | PZB                     |                           |                           |
| |                         |                           |                           |
| \| \| \| von Hamburg \| \| \| \| 0,000 \| Buxtehude / Buxtehude Süd \| Buxtehude / Buxtehude Süd \| \| \| \| bis 1993 \| \| \| \| \| nach Cuxhaven \| \| \| \| 0,803 \| seit 1993 \| seit 1993 \| \| \| 1,790 \| Grüner Wald \| Grüner Wald \| \| \| 4,330 \| Ottensen (Kr Stade) \| Ottensen (Kr Stade) \| \| \| 6,874 \| Apensen \| Apensen \| \| \| 10,375 \| Ruschwedel \| Ruschwedel \| \| \| 11,500 \| Weißenfelde \| Weißenfelde \| \| \| 12,120 \| Neutrassierung 2004 \| Neutrassierung 2004 \| \| \| 12,81962,25 \| Harsefeld Strw \| Harsefeld Strw \| \| \| 12,837 \| von Buchholz (Nordheide) \| von Buchholz (Nordheide) \| \| \| \| \| \| \| \| 13,870 \| seit 1993 \| seit 1993 \| \| \| 14,425 \| \| \| \| \| 60,54 \| Harsefeld \| Harsefeld \| \| \| 14,435 \| \| \| \| \| 14,775 \| Harsefeld Süd \| Harsefeld Süd \| \| \| \| nach Bremerhaven-Wulsdorf \| \| \| \| \| \| \| \| Quellen: [1] \| \| \| \| |                         |                           |                           |
| Strecke |                         | von Hamburg               | von Hamburg               |
| Bahnhof · Kopfbahnhof Streckenanfang (Strecke außer Betrieb) | 0,000                   | Buxtehude / Buxtehude Süd | Buxtehude / Buxtehude Süd |
| Abzweig geradeaus und ehemals von links · Abzweig geradeaus und nach rechts (Strecke außer Betrieb) |                         | bis 1993                  | bis 1993                  |
| Abzweig geradeaus und nach rechts · Strecke (außer Betrieb) |                         | nach Cuxhaven             | nach Cuxhaven             |
| Verschwenkung nach links · Verschwenkung nach rechts (Strecke außer Betrieb) | 0,803                   | seit 1993                 | seit 1993                 |
| ehemaliger Haltepunkt / Haltestelle | 1,790                   | Grüner Wald               | Grüner Wald               |
| ehemaliger Haltepunkt / Haltestelle | 4,330                   | Ottensen (Kr Stade)       | Ottensen (Kr Stade)       |
| Bahnhof | 6,874                   | Apensen                   | Apensen                   |
| Haltepunkt / Haltestelle | 10,375                  | Ruschwedel                | Ruschwedel                |
| ehemaliger Haltepunkt / Haltestelle | 11,500                  | Weißenfelde               | Weißenfelde               |
| Verschwenkung von links · Verschwenkung von rechts (Strecke außer Betrieb) | 12,120                  | Neutrassierung 2004       | Neutrassierung 2004       |
| Kilometer-Wechsel · Strecke (außer Betrieb) | 12,81962,25             | Harsefeld Strw            | Harsefeld Strw            |
| Abzweig geradeaus und ehemals von links · Kreuzung geradeaus oben (Strecken außer Betrieb) | 12,837                  | von Buchholz (Nordheide)  | von Buchholz (Nordheide)  |
| Strecke |                         |                           |                           |
| Abzweig geradeaus und von links · Abzweig geradeaus und nach rechts | 13,870                  | seit 1993                 | seit 1993                 |
| Abzweig geradeaus und ehemals nach links · Abzweig geradeaus und ehemals von rechts | 14,425                  |                           |                           |
| Bahnhof · Betriebs-/Güterbahnhof Strecke ab hier außer Betrieb | 60,54                   | Harsefeld                 | Harsefeld                 |
| Abzweig geradeaus und ehemals von links · Abzweig geradeaus und nach rechts (Strecke außer Betrieb) | 14,435                  |                           |                           |
| Strecke · Kopfbahnhof Streckenende (Strecke außer Betrieb) | 14,775                  | Harsefeld Süd             | Harsefeld Süd             |
| Strecke |                         | nach Bremerhaven-Wulsdorf | nach Bremerhaven-Wulsdorf |
| |                         |                           |                           |
| Quellen: |                         |                           |                           |

Die Bahnstrecke Buxtehude–Harsefeld ist eine Eisenbahnstrecke im Elbe-Weser-Dreieck im nördlichen Niedersachsen zwischen Buxtehude und Harsefeld.
Betreiber der Infrastruktur sind die Eisenbahnen und Verkehrsbetriebe Elbe-Weser.

## Geschichte
Die Strecke wurde am 19. Dezember 1928 durch die Buxtehude-Harsefelder Eisenbahn (BHE) eröffnet. Die Endbahnhöfe der Strecke waren eigene Bahnhöfe unmittelbar neben den Bahnhöfen der Deutschen Reichsbahn.
Die Betriebsführung lag ab 1933 beim Landeskleinbahnamt in Hannover, dem späteren Niedersächsischen Landeseisenbahnamt. Nach seiner Schließung übernahmen ab 1959 die Osthannoverschen Eisenbahnen die Betriebsführung.
1993 fusionierte die Buxtehude-Harsefelder Eisenbahn mit den Eisenbahnen und Verkehrsbetrieben Elbe-Weser.
In Harsefeld wurde die Verbindung zwischen ehemaligen DB- und BHE-Anlagen 1993 nach Osten verlegt, um direkte Zugfahrten zwischen der Strecke Buxtehude–Harsefeld und der Strecke Richtung Bremerhaven-Wulsdorf zu ermöglichen. Die alte westliche Verbindung endet an einem Prellbock kurz vor den heutigen Bahnsteigen, die alte Verbindung in  Gegenrichtung Richtung Buchholz  wucherte zu. 2004 wurde eine neue Verbindungskurve der Strecke in den Bahnhof Harsefeld gebaut, die das Überwerfungsbauwerk über die Strecke nach Buchholz überflüssig machte. In Harsefeld Süd blieben Gleisanlagen bestehen.
Die Strecke wurde im Bahnhof Buxtehude neu mit der Niederelbebahn verknüpft. Die Bahnhofsanlagen im Bahnhof Buxtehude Süd wichen danach einer P+R-Anlage und einer Busanlage für Wagen der KVG Stade.

## Streckenbeschreibung
Die 15 Kilometer lange Normalspurstrecke führt von der Stadt Buxtehude an der Niederelbebahn nach dem Flecken Harsefeld an der Bahnstrecke Bremerhaven-Wulsdorf–Buchholz.

## Verkehr und Fahrzeugeinsatz
Der tägliche Personenverkehr wurde am 31. Mai 1969 eingestellt. Die Buxtehude-Harsefelder Eisenbahnfreunde e. V. veranstalteten danach regelmäßig Fahrten mit dem historischen Triebwagen T 175 der Buxtehude-Harsefelder Eisenbahn.
Mit dem Beginn des Winterfahrplans am 26. September 1993 nahmen die Eisenbahnen und Verkehrsbetriebe Elbe-Weser den Personenverkehr als Teil der Linie Hamburg-Neugraben–Bremerhaven Hauptbahnhof wieder auf. Zum Fahrplanjahr 2008 wurde diese Linie mit der Verlängerung der S-Bahn von Neugraben über Buxtehude nach Stade auf das Ende in Buxtehude gekürzt. Diese Regionalbahn-Züge wurden 2014 als Linie RB 33 benannt. Die Züge verkehrten montags bis freitags im Stundentakt und am Wochenende im Zweistundentakt. Zum Fahrplanwechsel im Dezember 2017 die Linie auf einen täglichen Stundentakt verdichtet. Eingesetzt werden Dieseltriebzüge vom Typ LINT 41 und Wasserstofftriebzüge vom Typ iLint.